# Webster County (Mississippi)
Das Webster County ist ein County im US-Bundesstaat Mississippi. Der Verwaltungssitz (County Seat) ist Walthall. Das U.S. Census Bureau hat bei der Volkszählung 2020 eine Einwohnerzahl von 9926 ermittelt.
Das County gehört zu den Dry Countys, was bedeutet, dass der Verkauf von Alkohol eingeschränkt oder verboten ist.

## Geographie
Das County liegt im mittleren Norden von Mississippi und hat eine Fläche von 1096 Quadratkilometern, wovon zwei Quadratkilometer Wasserfläche sind. Es grenzt an folgende Countys:
| Grenada County    | Calhoun County | Chickasaw County |
| Montgomery County |                | Clay County      |
|                   | Choctaw County | Oktibbeha County |

## Geschichte

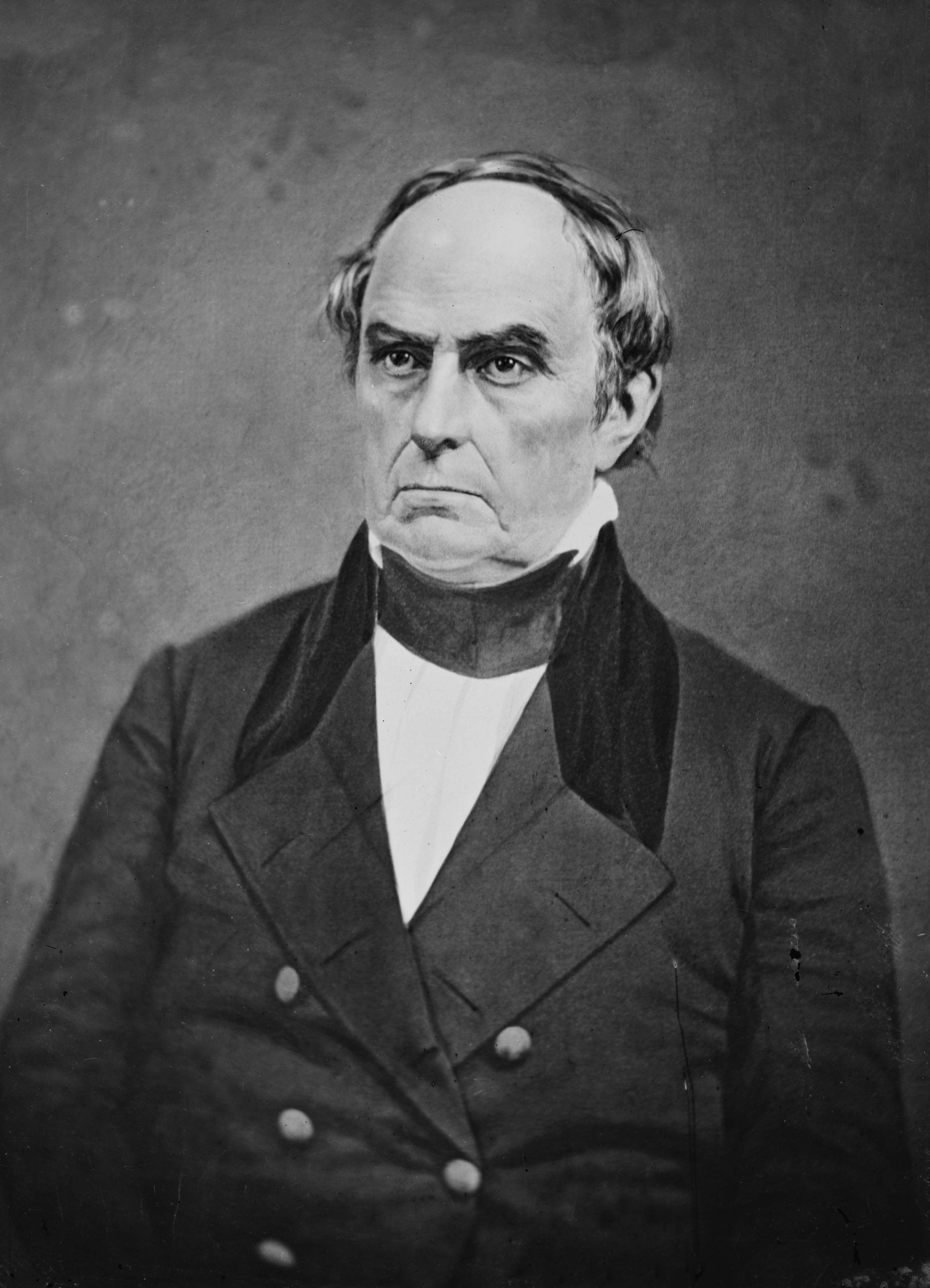
Daniel Webster

Das Webster County wurde am 6. April 1874 aus Teilen des Chickasaw-, Choctaw-, Montgomery- und Oktibbeha County gebildet. Benannt wurde es nach Daniel Webster (1782–1852), einem US-Senator von Massachusetts (1827–1841, 1845–1850) und Außenminister der USA (1841–1843, 1850–1852).
Zwei Orte im County sind im National Register of Historic Places eingetragen (Stand 23. Mai 2021): Das Wood Home for Boys, eine ehemalige Studentenunterkunft der Bennett Academy (heute Wood Junior College) in Mathiston, und der aus 187 Einzelobjekten bestehende Eupora Historical District in Eupora.

## Demografische Daten

Alterspyramide des Webster Countys (Stand: 2000)

Nach der Volkszählung im Jahr 2000 lebten im Webster County 10.294 Menschen in 3905 Haushalten und 2877 Familien. Die Bevölkerungsdichte betrug 9 Personen pro Quadratkilometer. Ethnisch betrachtet setzte sich die Bevölkerung zusammen aus 77,55 Prozent Weißen, 20,93 Prozent Afroamerikanern, 0,11 Prozent amerikanischen Ureinwohnern, 0,17 Prozent Asiaten, 0,01 Prozent Bewohnern aus dem pazifischen Inselraum und 0,84 Prozent aus anderen ethnischen Gruppen; 0,39 Prozent stammten von zwei oder mehr Ethnien ab. 1,69 Prozent der Bevölkerung waren spanischer oder lateinamerikanischer Abstammung, die verschiedenen der genannten Gruppen angehörten.
Von den 3905 Haushalten hatten 33,9 Prozent Kinder unter 18 Jahren, die mit ihnen lebten. 56,2 Prozent waren verheiratete, zusammenlebende Paare, 13,1 Prozent waren allein erziehende Mütter und 26,3 Prozent waren keine Familien. 24,0 Prozent aller Haushalte waren Singlehaushalte und in 12,2 Prozent lebten Menschen im Alter von 65 Jahren oder darüber. Die durchschnittliche Haushaltsgröße lag bei 2,59 und die durchschnittliche Familiengröße bei 3,07 Personen.
26,1 Prozent der Bevölkerung war unter 18 Jahre alt, 9,0 Prozent zwischen 18 und 24, 26,6 Prozent zwischen 25 und 44, 21,8 Prozent zwischen 45 und 64 Jahre alt und 16,4 Prozent waren 65 Jahre oder älter. Das Durchschnittsalter betrug 37 Jahre. Auf 100 weibliche kamen statistisch 93,5 männliche Personen und auf 100 Frauen im Alter von 18 Jahren oder darüber kamen 89,4 Männer.

Das durchschnittliche Einkommen eines Haushaltes betrug 28.834 USD, das einer Familie 34.969 USD. Männer hatten ein durchschnittliches Einkommen von 27.297 USD, Frauen 19.627 USD. Das Prokopfeinkommen lag bei 14.109 USD. Etwa 14,8 Prozent der Familien und 18,7 Prozent der Bevölkerung lebten unterhalb der Armutsgrenze.

## Städte und Gemeinden
| - Alva - Bellefontaine - Cumberland - Dancy | - Eupora - Hohenlinden - Maben1 - Mantee | - Mathiston2 - Old Greensboro - Pellez - Sapa | - Spring Valley - Ticky Bend - Tomnolen - Walthall |

1 – teilweise im Oktibbeha County

2 – teilweise im Choctaw County